# Jean Douchet
Pour les articles homonymes, voir Douchet.
Jean Douchet, né le 19 janvier 1929 à Arras et mort le 22 novembre 2019 à Paris 20e, est un cinéaste, critique et historien du cinéma français.

## Biographie
Après des études de philosophie à la faculté des lettres de Paris, Jean Douchet collabore à La Gazette du cinéma avec un texte sur le tournage du Journal d'un curé de campagne de Robert Bresson, puis à partir de 1958 aux Cahiers du cinéma. Il entretient, depuis les années 1950, des amitiés avec les autres critiques qui allaient former la Nouvelle Vague : Rohmer, Godard, Chabrol, Truffaut…
Il se signale très vite par l'acuité de son regard critique. Il est l'auteur de travaux importants sur Alfred Hitchcock et sur la Nouvelle Vague, mais aussi d'analyses notables des œuvres de Murnau, Kenji Mizoguchi, Vincente Minnelli, Akira Kurosawa, Jean-Luc Godard ou Jean-Daniel Pollet.
En 1964, il fait entrer Serge Daney aux Cahiers du cinéma. Comme Françoise Lebrun et Douchka, il joue dans deux œuvres marquantes de Jean Eustache, La Maman et la Putain en 1973 et Une sale histoire en 1977. Celle-ci est, selon le critique Jean Roy, le film manifeste de Jean Eustache, et la première remporte le grand prix au festival de Cannes 1973,, et le prix FIPRESCI de la critique internationale.
Son enseignement de l'analyse de films à l'IDHEC, en 1969-1971 puis de 1974 à 1985, et ensuite à la Fémis, a marqué de nombreux jeunes réalisateurs, qui le font parfois apparaître dans leurs films : Sitcom de François Ozon, Mister V d'Émilie Deleuze ou encore Nord, N'oublie pas que tu vas mourir et Selon Matthieu de Xavier Beauvois.
Il anime pendant de nombreuses années un ciné-club hebdomadaire à la Cinémathèque française. Les projections sont suivies d'une analyse et d'un débat avec le public. Il anime également, une fois par mois, le ciné-club de la Cinémathèque de Nice, le ciné-club du cinéma du Panthéon et le ciné-club du Centre des arts à Enghien-les-Bains ainsi que des stages d'analyse filmique à Dijon pour la cinémathèque de Bourgogne.
À l'occasion de l'hommage que la Cinémathèque française consacre à Éric Rohmer le 8 février 2010, il réalise spécialement pour cet événement Claude et Éric, un film où Claude Chabrol raconte sa complicité avec Éric Rohmer aux Cahiers du cinéma dans les années 1950.
Depuis 2015, Douchet contribuait à la revue de cinéma La Septième Obsession. Il a notamment écrit sur Fritz Lang, sur les fenêtres au cinéma ou encore sur Roman Polanski. Il signe en mars 2019, dans cette même revue, un texte analytique sur le film du cinéaste danois Lars von Trier, The House that Jack Built, décortiquant motif par motif toute l'œuvre. Il s'agira de son dernier texte publié.

## Décorations
- Commandeur de l'ordre des Arts et des Lettres. Promu au grade de commandeur par l'arrêté du 9 juillet 2014[16].
- Officier de l'ordre national du Mérite (19 mai 2018)

## Filmographie

### Réalisateur
- 1962 : Le Mannequin de Belleville (court métrage)
- 1965 :  Paris vu par…, segment Saint-Germain des Prés
- 1966 : Dim Dam Dom (série télévisée), épisode Le Permis de conduire
- 1967 : Cinéastes de notre temps (série télévisée), épisode Astruc, l'ascendant taureau
- 1969 : Et crac ! (court métrage)
- 1970 : Le Dialogue des étudiantes (court métrage)
- 1972 : La Jeune Femme et la Mort
- 1973 : Grand écran (série télévisée), épisode Carl Theodor Dreyer : Ordet
- 1975 : La Vie filmée (série télévisée), épisode 5 1940-1944
- 1978 : Ciné regards (série télévisée), épisode En répétant Perceval
- 1981 : Ciné regards (série télévisée), épisode du 28 février 1981
- 1982 : Ciné parade (série télévisée), épisode Le fantastique
- 1985 : Étoiles et toiles (série télévisée), épisode Godard plus Godard
- 1986 : Impression d'Orsay, épisodes Haussmann et l'haussmannisation et Sculpture et propagande
- 1986 : Gérard Titus-Carmel, un profil
- 1987 : Océaniques, des idées, des hommes, des oeuvres (série télévisée), épisode Mankiewicz
- 1990 : Les Jardins du paroxysme (série télévisée), 4 épisodes
- 1994 : Cinéastes de notre temps (série télévisée), épisode Éric Rohmer, preuves à l'appui coréalisé avec André S. Labarthe
- 1996 : La Servante aimante (La serva amorosa)
- 1997 : Femmes chez Hitchcock (téléfilm) coréalisé avec Jean Couturier
- 2004 : Vanités (court métrage)
- 2009 : À bicyclette (court métrage)
- 2010 : Claude et Éric (court métrage)
- 2015 : Cher André S. Labarthe (court métrage) coréalisé avec Gérard Courant

### Acteur
Il s'agit principalement de petits rôles ou d'apparitions.

#### Au cinéma
- 1959 : Les Quatre Cents Coups de François Truffaut (non crédité)
- 1960 : À bout de souffle de Jean-Luc Godard (L'homme qui se fait renverser par une automobile)
- 1965 : Place de l'Étoile, sketch d'Éric Rohmer (non crédité)
- 1972 : L'Autoportrait d'un Pornographe de Bob Swaim
- 1973 : La Maman et la Putain de Jean Eustache
- 1974 : Les Intrigues de Sylvia Couski de Adolfo Arrieta
- 1974 : Les Yeux fermés de Joël Santoni
- 1974 : Céline et Julie vont en bateau de Jacques Rivette
- 1977 : Le Vieux Pays où Rimbaud est mort de Jean Pierre Lefebvre
- 1977 : Une sale histoire de Jean Eustache
- 1979 : Cinématon de Gérard Courant
- 1980 : Cocktail Morlock (ou Encore un Pernod, Yves!) de Gérard Courant
- 1983 : Un jeu brutal de Jean-Claude Brisseau
- 1991 : Nord de Xavier Beauvois
- 1994 : La Reine Margot de Patrice Chéreau
- 1995 : N'oublie pas que tu vas mourir de Xavier Beauvois
- 1995 : La Comédie de Dieu (A Comédia de Deus) de João César Monteiro
- 1998 : Sitcom de François Ozon
- 1999 : Les Noces de Dieu (As Bodas de Deus) de João César Monteiro
- 2000 : Selon Matthieu de Xavier Beauvois
- 2003 : Mister V. d'Émilie Deleuze
- 2004 : "Le fantôme d'Henri Langlois" de Jacques Richard
- 2006 : Jardins en automne d'Otar Iosseliani
- 2010 : L'Avocat de Cédric Anger
- 2011 : Jean Douchet analyse Deux de Werner Schroeter à la Cinémathèque française, Carnets filmés de Gérard Courant
- 2011 : Jean Douchet analyse Vivre sa vie de Jean-Luc Godard au cinéma Devosge de Dijon, Carnets filmés de Gérard Courant
- 2015 : La Conservation et la restauration des films de Ladislas Starewitch, Carnets filmés de Gérard Courant
- 2015 : Jean Douchet et Hervé Aubron dialoguent sur Ladislas Starewitch, Carnets filmés de Gérard Courant
- 2015 : Jean Douchet analyse Vampyr de Carl Theodor Dreyer, Carnets filmés de Gérard Courant
- 2015 : La Famille Starewitch en Bourgogne, Carnets filmés de Gérard Courant
- 2015 : Non omnis moriar, Carnets filmés de Gérard Courant
- 2015 : Cher André S. Labarthe de Jean Douchet
- 2016 : Jean Douchet et Philippe Garrel, la rencontre de Dijon, Carnets filmés de Gérard Courant

#### À la télévision
- 1974 : Nouvelles de Henry James de Paul Seban
- 1989 : Les Jeux de société d'Éric Rohmer

## Publications

### Écrits
- Alfred Hitchcock (Cahiers de L'Herne, coll. « L'Herne Cinéma », no 1, 1967) ; puis éditions de L'Herne (1985) sous le titre Hitchcock ; réédition Cahiers du Cinéma, 1999
- L'Art d'aimer (1987) ; réédition Petite bibliothèque des Cahiers du cinéma, 2003
- Paris cinéma : une ville vue par le cinéma de 1895 à nos jours, avec Gilles Nadeau, Du May, 1987
- La Modernité cinématographique en question, Le cinéma muet des années parlantes, avec Rick Altman, La Cinémathèque française, 1992
- Le Théâtre dans le cinéma, La Cinémathèque française, 1993
- Nouvelle vague, F. Hazan, 2004
- La DVDéothèque de Jean Douchet, Petite bibliothèque des Cahiers du cinéma, 2006

### Collectif
- André Bazin, La Politique des auteurs (ouvrage collectif[17]), Champ libre, 1972
- Paulo Rocha, Jean Douchet, Hugues Quester, Alain Bergala, Paulo Branco et al., Pour João César Monteiro : contre tous les feux, le feu, mon feu, Yellow now, 2004

### Entretiens
- Michel Coulombe, « Entretien avec Jean Douchet », Ciné-Bulles, vol. 18, no 3,‎ 2000, p. 12-16 (lire en ligne [PDF])
- Jean Douchet, L'Homme cinéma : entretien avec Joël Magny, Paris, Écriture, coll. « Essais et entretiens », janvier 2014, 304 p.

### Conservation de l'œuvre
Un fonds de conservation consacré à l'œuvre complète de Jean Douchet est géré par la Cinémathèque de Bourgogne Jean-Douchet.

### Filmographie
- Jean Douchet ou l'art d'aimer, documentaire de Thierry Jousse de 80 minutes